# Occidryas baroni
Occidryas baroni är en fjärilsart som beskrevs av Edwards 1881. Occidryas baroni ingår i släktet Occidryas och familjen praktfjärilar. Inga underarter finns listade i Catalogue of Life.